# Stahlhofen (Westerwald)

Wendulinuskapelle Stahlhofen im Westerwald

Luftbild Stahlhofen im Westerwald

Stahlhofen ist eine Ortsgemeinde im Westerwaldkreis in Rheinland-Pfalz. Sie gehört der Verbandsgemeinde Montabaur an.

## Geographische Lage
Die Gemeinde liegt im Westerwald südlich von Montabaur im Naturpark Nassau.

## Geschichte
Stahlhofen wurde im Jahre 1387 als Stadelhoben erstmals urkundlich erwähnt.

## Politik

### Gemeinderat
Der Gemeinderat in Stahlhofen besteht aus zwölf Ratsmitgliedern, die bei der Kommunalwahl am 9. Juni 2024 in einer Mehrheitswahl gewählt wurden, und dem ehrenamtlichen Ortsbürgermeister als Vorsitzendem.

### Bürgermeister
Patrick George wurde 2014 Ortsbürgermeister von Stahlhofen. Bei der Direktwahl am 26. Mai 2019 wurde er mit einem Stimmenanteil von 68,94 % und am 9. Juni 2024 als einziger Bewerber mit 74,3 % jeweils für weitere fünf Jahre in seinem Amt bestätigt.

### Wappen
| Wappen von Stahlhofen | Blasonierung: „In Silber unten eine auf dem Schildrand stehende rote Kapelle mit spitzbogigem schwarzen Tor über einer Stufe und mit einem Rundbogenfries entlang der am First durch einen kreuzbesteckten Sockel gehöhten Giebelschräge; darüber drei 1:2 gestellte grüne Linden mit schwarzem Stamm; oben rechts und links je eine Gruppe von vier 1:2:1 aneinandergerückten schwarzen Basaltsäulen.“                                                            |
| Wappen von Stahlhofen | Wappenbegründung: Die Kapelle symbolisiert die uralte Wendelinuskapelle, die im vorigen Jahrhundert durch den im Wappen dargestellten Neubau ersetzt wurde. Die bei der Kapelle stehenden Linden sind das weithin in der Landschaft sichtbare Wahrzeichen von Stahlhofen. Die Basaltsäulen stellen das reiche Basaltvorkommen in der Gemarkung dar. Die silberne Grundfarbe des Wappens und die rote Farbe der Kapelle sind die Farben des kurtrierischen Wappens. |

## Verkehr
- Die nächste Autobahnanschlussstelle ist Montabaur an der A 3 Köln–Frankfurt am Main, etwa sechs Kilometer entfernt.
- Der nächstgelegene ICE-Bahnhof ist der Bahnhof Montabaur an der Schnellfahrstrecke Köln–Rhein/Main oder Hauptbahnhof Koblenz an der linken Rheinstrecke.